# Algemeen Nederlandsch Werklieden-Verbond
Het Algemeen Nederlandsch Werklieden-Verbond (ANWV), opgericht in 1871, was een van de eerste Nederlandse vakcentrales.

## Ontstaan
In 1869 werd het Nederlandsch Werklieden-Verbond opgericht, als Nederlandse afdeling van de in Engeland gestichte Eerste Internationale. De Eerste Internationale of Internationale Arbeiders-Associatie was een club van socialisten. Als reactie hierop werd op 30 oktober 1871 het Algemeen Nederlandsch Werklieden-Verbond opgericht door een aantal vakverenigingen in Amsterdam, Rotterdam en Utrecht. Voormannen waren Thomas de Rot, J.T. Scheepers en Bernard Heldt. De intentie was een neutrale organisatie op te richten, in de praktijk was het Verbond vooral liberaal. Mede-oprichter Heldt, een Amsterdamse meubelmaker, was vanaf de 1 december 1871 tot 1903 de eerste voorzitter van het ANWV. Onder zijn leiding werd in 1874 actie gevoerd voor een verbod op kinderarbeid. Er werden handtekeningen ingezameld en tijdens de behandeling van het Kinderwetje van Van Houten demonstreerden 200 leden van de ANWV bij het gebouw van de Tweede Kamer, toen een onbekende en geruchtmakende actievorm.
Het Verbond was een federatie van lokale vakverenigingen. Alleen arbeiders in loondienst konden lid worden. Het ANWV streefde naar een geestelijke en politieke neutraliteit, hervormingen moesten langs geleidelijke weg tot stand komen. Men wilde in overleg met overheid en werkgevers 'de werkmansstand ... verheffen in zedelijke waarden, zijne stoffelijke welvaart, staatsburgerlijke rechten en gelijkheid en maatschappelijke vrijheid'. Dat wilde men onder andere bereiken door uitbreiding van het kiesrecht. In 1876 telde het ANWV 5500 leden verdeeld over 56 vakverenigingen.

### Afsplitsingen
Een aantal jaren na de oprichting ontstond onder de conservatief-christelijke aanhang gemor rond het gevoerde beleid van de ANWV. De Schoolstrijd speelde hierin een rol; het ANWV was voor neutraal staatsonderwijs en wilde dat in 1875 in de statuten vastleggen, dat was tegen het zere been van de protestantse arbeidersverenigingen die zich beijverden voor steun voor het bijzonder onderwijs. Een aantal van hen sloot zich aan bij het in 1876 door Klaas Kater opgerichte Nederlandsch Werkliedenverbond Patrimonium.
In 1881 sloot een aantal verenigingen zich aan bij de mede door Ferdinand Domela Nieuwenhuis opgerichte Sociaal-Democratische Bond.
Voorzitter Heldt was in 1885 lid geworden van de Tweede Kamer. Zijn lidmaatschap van de Liberale Unie stond ter discussie in het ANWV. Vraag was of men zich wel zo nauw moest verbinden met een politieke organisatie. Heldt was in 1901 betrokken bij de oprichting van de Vrijzinnig-Democratische Bond. Toen echter het ANWV in 1903 formeel besloot zich op vrijzinnig-democratisch standpunt te stellen splitste zich een groep af en richtte het Hersteld Nederlandsch Werkliedenverbond op. Heldt legde hierop zijn voorzittershamer neer. Zijn opvolgers waren onder anderen N.G. Brouwer jr. en J.L. van der Voorden.
Het ANWV werd in het begin van de 20e eeuw langzaam aan feitelijk onderdeel van de VDB en werd in 1921 geruisloos opgeheven.

## De Werkmansbode

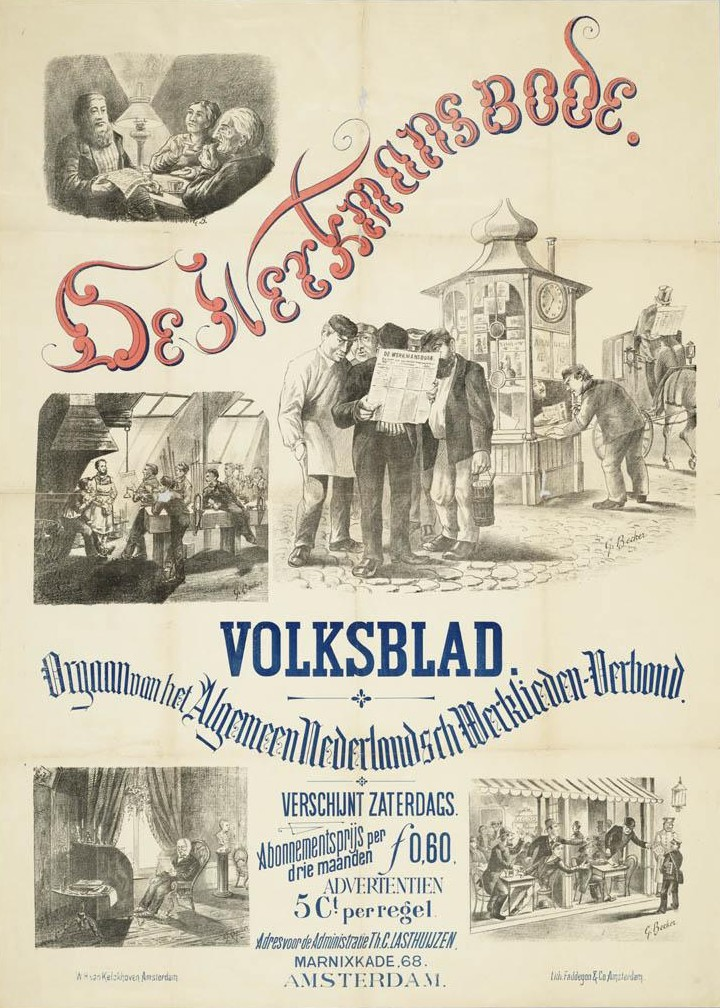
Affice voor de Werkmansbode

In 1869 startte vanuit de Algemene Nederlandsche Typografenbond het blad De Werkman. Zowel vanuit het ANWV als vanuit de Eerste Internationale werd hierin geschreven. In 1876 werd de Eerste Internationale opgeheven. Het ANWV kwam daarop met een eigen blad, De Werkmansbode. Het blad verscheen 1878 tot 1880 tweemaal per week, daarna wekelijks. Van 1890 tot 1917 was het een maandblad.
Op de jaarvergadering van de ANWV in 1882 werd geklaagd "dat het orgaan van het Verbond, de Werkmansbode, nog niet genoeg werd gesteund en gelezen, en dat over 't algemeen vele werklieden nog maar niet schenen te begrijpen, dat zij door veel te lezen op de hoogte der politieke toestanden kunnen komen.
Redacteur van De Werkmansbode was van 1877 tot 1903 voorzitter Heldt. Schrijvers waren, naast Heldt, onder meer Ferdinand Domela Nieuwenhuis (anoniem, tot hij in 1879 startte met zijn eigen blad, Recht voor Allen), Kees Corver, Coenraad Geesink, Gerrit Bennink en Elize Baart.